# Anton Brandauer
Anton Brandauer (* 15. Juni 1946 in Hallein) ist ein ehemaliger österreichischer Feuerwehrfunktionär.

## Leben
Anton Brandauer trat 1962 in die Freiwillige Feuerwehr Hallein ein und war von 1980 bis 1990 deren Kommandant-Stellvertreter, bis er 1997 Feuerwehrkommandant wurde.
Von 1982 bis 1990 war er Pressereferent des Landesfeuerwehrverbandes und Chefredakteur des Feuerwehrmagazins Salzburger Florian. 1989 wechselte Brandauer in den Salzburger Landesfeuerwehrverband, wo er vorerst die Finanzverwaltung und später die Geschäftsstelle leitete. 1996 wurde Brandauer als Nachfolger von Harald Ribitsch zum Landesfeuerwehrkommandanten gewählt. Diese Funktion gab er am 15. Juni 2009 an Leo Winter ab.
Von 1998 bis 2008 wurde er Vizepräsident des Österreichischen Bundesfeuerwehrverbandes und Vorsitzender des Fachausschusses Freiwillige Feuerwehren im Österreichischen Bundesfeuerwehrverband.
Am 20. September 2003 wurde Brandauer zum Vizepräsidenten des Internationalen Feuerwehrverbandes gewählt und war für Internationales Wettkampfwesen und Internationale Feuerwehrjugend zuständig. Er wurde nach Josef Holaubek, Sepp Kast und Alfred Zeilmayr der vierte österreichische Spitzenfunktionär des Internationalen Feuerwehrverbandes.
In Anton Brandauers Amtszeit fielen 2000 die Brandkatastrophe der Gletscherbahn Kaprun 2, 1999 der Brand des Tauerntunnels oder das Salzach-Hochwasser 2002. Er setzte sich auch für die laufende Erneuerung der Ausrüstung und der Einsatzfahrzeuge sowie für die Jugendarbeit ein.

## Privates
Brandauer ist seit 1968 verheiratet sowie Vater einer Tochter und eines Sohnes.

## Auszeichnungen
- 2009: Ehrenzeichen des Landes Salzburg
- 2009: Stadtsiegel der Stadt Salzburg in Gold
- 2010: Großes Ehrenzeichen für Verdienste um die Republik Österreich